# Myrmelachista arborea
Myrmelachista arborea är en myrart som beskrevs av Auguste-Henri Forel 1909. Myrmelachista arborea ingår i släktet Myrmelachista och familjen myror.

## Underarter
Arten delas in i följande underarter:
- M. a. arborea
- M. a. nasuta